# Canot
Pour les articles ayant des titres homophones, voir Canaux et Kano.
Pour les articles homonymes, voir Canot (homonymie).
Ne doit pas être confondu avec Canoë.
Un canot est une embarcation, de petite taille, propulsée à la rame, la godille, la pagaie, la voile ou au moteur. Son usage n'est pas défini : le canot peut être au service d'un navire (annexe) ou utilisé pour la pêche ou pour la promenade.
Au Canada, le canot désigne le canoë d'origine nord-amérindienne.

## Étymologie
En Français, le mot canot provient du terme "Casnoey" emprunté à la langue des Iroquoiens du Saint-Laurent dans la relation de Jacques Cartier au Canada (1535)puis, plus tard aux nombreuses relations coloniales de la Nouvelle-France.

## Embarcation annexe d'un navire
Dès 1677, « canot » prend le nouveau sens de « petit bateau utilisé pour le service d'un plus grand », c'est-à-dire d'annexe. La forme « canot » est consignée dans le Dictionnaire françois de César-Pierre Richelet en 1680. Dix ans plus tard, « canot » est consigné dans le Dictionnaire universel d'Antoine Furetière.
Pour le Dictionnaire de marine à voile de Pâris et Bonnefoux, en 1847, le canot est une « petite construction flottante, destinée à servir de moyen de communication ou de transport entre le rivage et les bâtiments à l'ancre ». Ce dictionnaire distingue cinq types de canots sur les vaisseaux : le grand canot pour les transports les plus lourds tout en étant moins fort que la chaloupe, le petit canot, le canot du commandant affecté au commandant, le canot major réservé à l’état-major et le canot de la provision pour les provisions de bord. S’y ajoute le canot-yole ou yole, construction légère. Ces canots sont tous des embarcations plus petites que la chaloupe.

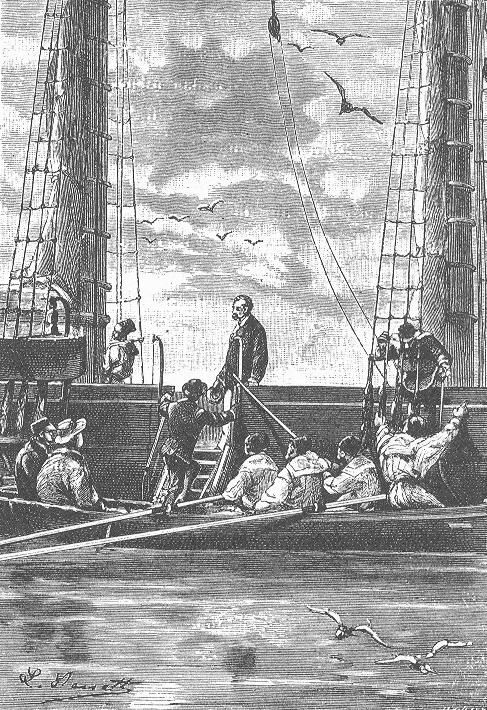
Transfert d'un canot vers un navire.
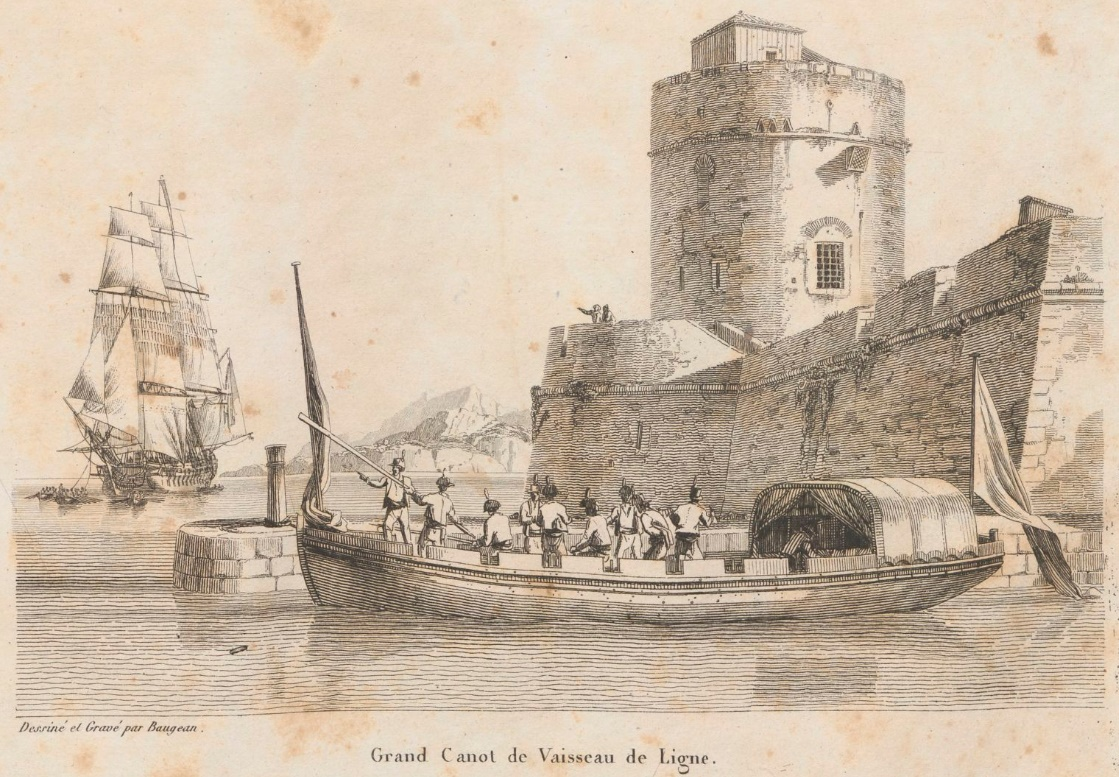
Le grand canot d'un vaisseau de ligne au début du XIXe siècle.

## Exemples de canots

### Chez les marins-pêcheurs

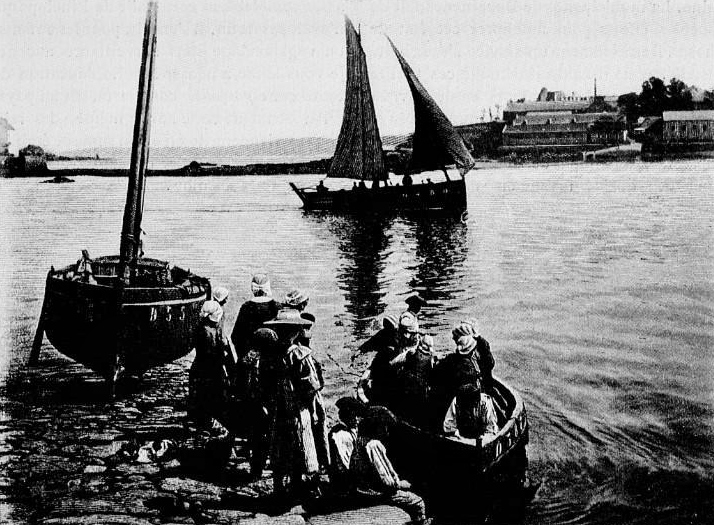
Canot de Douarnenez, 1902.

Dans la deuxième moitié du XIXe siècle, les marins des sardiniers bretons distinguent la chaloupe (10 à 12 mètres, environ cinq hommes à bord) du canot, plus court, moins robuste mais moins coûteux. Le gréement est le même, l'arrière diffère : la chaloupe a un arrière structuré sensiblement comme l'avant, tandis que le canot, pour des raisons d'économie (sur une petite embarcation, il devient épineux de structurer l'arrière comme l'avant), est construit à cul carré. Les canots sont moins nombreux que les chaloupes (trois fois moins à Douarnenez, dans les années 1880), de tonnage modeste, de prix plus abordable (1 800 francs pour une chaloupe, 800 francs pour un canot). Au début du XXe siècle, on construit certes des canots beaucoup plus robustes, rivalisant parfois avec les chaloupes moyennes. Mais, en règle générale, le mot canot évoque une petite unité, au rayon d'action limité, dont l'équipage est âgé. Un petit canot mesure 5 mètres, un gros canot 9 mètres.
De nos jours, pour les pêcheurs bretons, le mot canot (prononcé canott) est une expression fourre-tout désignant une embarcation qui ne pratique pas le chalutage. On trouve donc sous ce nom des unités de 4 à 16 mètres pêchant au filet, au casier, à la senne, à la drague à coquillages, à la ligne ou à la palangre. La plupart mesurent moins de 9 mètres et, là encore, l'idée générale est celle d'une embarcation de taille modeste, menée par un équipage âgé pratiquant la petite pêche (marées de moins de 24 heures)…

### Canot d'écorce de bouleau nord-amérindien

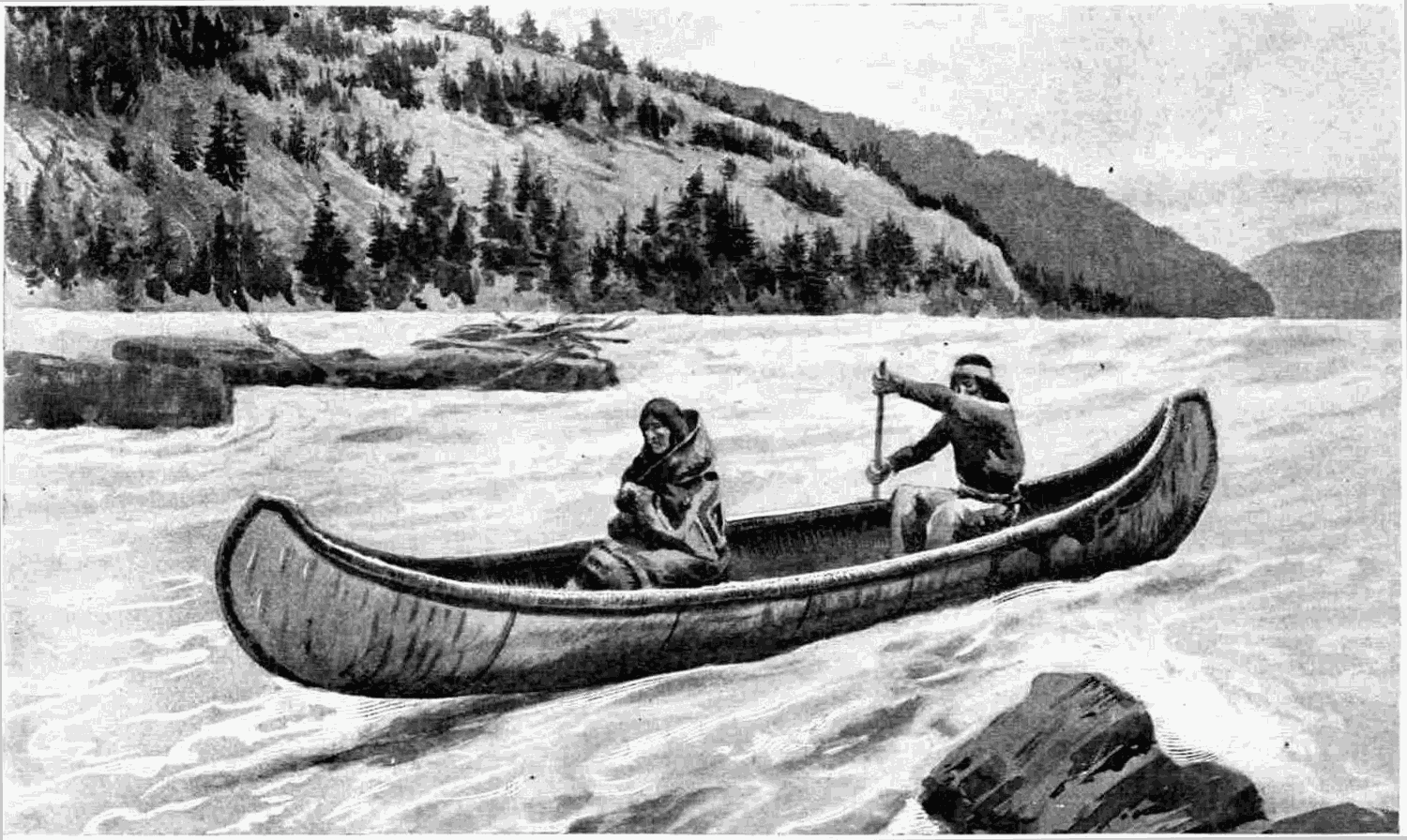
Canot d'écorce de bouleau.

#### Histoire
Il est impossible de dater l'origine des canots d’écorce de bouleau. Les Premières Nations d'Amérique les utilisaient, sous différentes formes, bien longtemps avant l'arrivée des colonisateurs au XVIe siècle. Le canot a été adopté rapidement par les colons français, pour explorer le nouveau territoire. Le mot « canot » est présent dans les récits de Marc Lescarbot et est entré dans l'usage en Nouvelle-France dès le milieu du XVIIe siècle comme en font foi les relations des jésuites[réf. nécessaire]. Le canot devient populaire pour le commerce des fourrures au début au XVIIe siècle et le reste jusqu’au XIXe siècle où il commence peu à peu à perdre son importance. Deux raisons principales expliquent le déclin de son utilisation : les avancées technologiques des diverses embarcations et, surtout, la chute de la traite des fourrures en Nouvelle-France,,,.

#### Nations qui l’utilisent
Les Innus (Montagnais-Naskapi), les Ojibwés, les Wolastoqiyik (Malécites) et les Algonquins. Plus tard, vers le XVIe siècle, les colons européens l'adopteront.

##### Construction
Le canot d'écorce de bouleau est très grand et peut porter au moins deux personnes. L'extérieur du canot est généralement constitué de l'écorce du Betula papyrifera var. papyrifera, le Bouleau à papier, Bouleau blanc ou Bouleau à canot (canoe birch) commun en Nouvelle-France,. On utilise d'ailleurs le bois de cèdre afin de créer l'intérieur du canot,,.

## Dans la Marine nationale
Le canot major est une embarcation appartenant à la drome d'un bâtiment de guerre. Il sert à transporter les officiers de l'unité, du bord vers la terre et inversement.
Le canot major est également armé par les officiers d'un bâtiment ou d'un état-major pour un tour de rade en l'honneur d'un commandant ou d'un officier général qui quitte son commandement.

## Types de canot

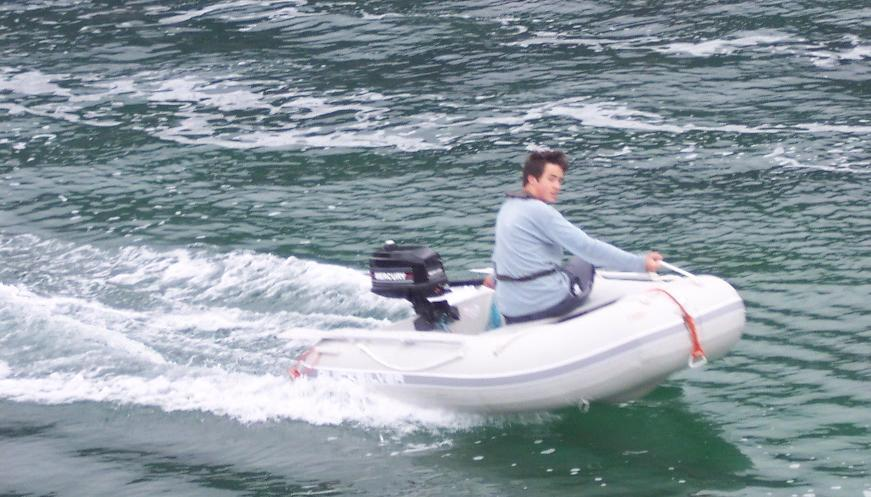
Un canot pneumatique.

- Canot pneumatique : canot gonflable construit en matière caoutchoutée ou en plastique.
- Canot automobile : canot équipé d'un moteur.
- Canot d'écorce d'origine nord-amérindienne : canot faisant office d'embarcation pour les bûcherons dans la légende de la Chasse-Galerie[pas clair].
- Canoë : embarcation légère propulsé à la pagaie simple, destinée à la navigation sur les rivières et les lacs. Construit à l'origine par les peuples nord-amérindiens, le canoë moderne est aujourd'hui utilisé dans diverses pratiques récréatives et sportives.
- Annexe : type de bateau utilisé comme bac entre un gros navire et une autre destination quand ce dernier ne peut s'approcher.